# South Lake, Western Australia
South Lake är en del av en befolkad plats i Australien. Den ligger i kommunen City of Cockburn och delstaten Western Australia, omkring 18 kilometer söder om delstatshuvudstaden Perth. Antalet invånare är 5 659.
Runt South Lake är det tätbefolkat, med 383 invånare per kvadratkilometer.. Närmaste större samhälle är Perth, omkring 18 kilometer norr om South Lake. 
Runt South Lake är det i huvudsak tätbebyggt. Genomsnittlig årsnederbörd är 1 018 millimeter. Den regnigaste månaden är maj, med i genomsnitt 176 mm nederbörd, och den torraste är februari, med 9 mm nederbörd.